# Aiglun, Alpes-de-Haute-Provence
Aiglun är en kommun i departementet Alpes-de-Haute-Provence i regionen Provence-Alpes-Cote d'Azur i sydöstra Frankrike. Kommunen ligger  i kantonen Digne-les-Bains-Ouest som ligger i arrondissementet Digne-les-Bains. År 2022 hade Aiglun 1 406 invånare.

## Befolkningsutveckling
Antalet invånare i kommunen Aiglun
Referens: INSEE